# Cantó 10
El Cantó 10, també anomenat Cantó d'Herceg-Bòsnia (en croat: Hercegbosanska županija) és un dels 10 cantons de Bòsnia i Hercegovina. La capital del comtat i el seu president és a Kupres. La seu del govern local a Livno. L'assemblea del comtat es troba a Tomislavgrad.

## Municipis
El cantó és dividit en els municipis de Livno, Tomislavgrad, Kupres, Glamoč, Bosansko Grahovo, Drvar.

## Nom i símbols
En croat es fa servir el terme Županija (comtat), mentre que en bosnià i serbi, el terme és kanton (cantó).
La bandera i l'escut d'armes del cantó són els mateixos que la bandera i l'escut d'armes de l'ex República Croata d'Herceg-Bòsnia. El cantó d'Hercegovina Occidental també utilitza aquesta bandera i escut d'armes. Aquests símbols van ser considerats inconstitucionals pel Tribunal Constitucional de la Federació, perquè "només representen un grup". El govern local, però, els continua usant. L'escut d'armes s'utilitza a les plaques de la Institucions oficials. A causa de la disput pel nom i els símbols, la policia local fins al dia d'avui no té insígnies oficials.

## Grups ètnics
El grup ètnic més gran en el comtat són croats, i el segon els serbis. Tres municipis tenen una majoria dels croats ètnics (Kupres, Livno, Tomislavgrad), i tres tenen majoria dels serbis ètnics (Drvar, Bosanska Grahovo, Glamoč).
El 2003, la població del Cantó 10 era de 83.701 persones, entre elles:
- 66,138 Croats (79,0%)
- 10,377 Serbis (12,4%)
- 6,860 Bosnians (8,2%)

Els resultats de la demografia exacta no es coneixen perquè no hi va haver un cens des de 1991 i hi va haver molta migració de població durant la guerra.